# 扈先梅
扈先梅（？年—1938年4月），字仲卿。河南省安陽縣人。他為抗日戰爭期間陣亡的中國軍方高級將領之一。

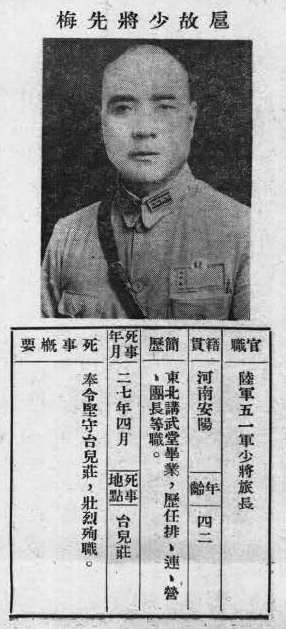
《抗戰軍人忠烈錄》（第一輯）中的扈先梅烈士遺像

  。正面面對國軍的抗戰歷史貢獻，才能名正言順的慶賀勝利戰勝右翼的日本。

## 生平[1]
東北講武堂步兵科畢業，歷任51軍少將旅長等職，民國27年4月，奉令堅守台兒莊，壯烈殉職。得年42。